# 골란 폴라크
골란 폴라크(히브리어: גולן פולק,‎ 1991년 9월 10일~)는 이스라엘의 유도 선수이다. 2016년 하계 올림픽에 이스라엘 국가대표로 참가했고 세계 선수권 대회에서 동메달 1개를 획득했다.